# Mundo macho
Mundo Macho es una novela del escritor español Terenci Moix. Fue publicada en 1971.
Fue calificada como "novela salvaje" por el propio autor y definida por el académico Pere Gimferrer como una "auténtica rareza en las letras no sólo hispanas, sino europeas".